# Gaine du muscle droit de l'abdomen
La gaine du muscle droit de l'abdomen est la gaine fibreuse formée par les aponévroses des muscles de la paroi abdominale. Elle enveloppe le muscle droit de l'abdomen sur toute sa longueur et joue un rôle essentiel dans la protection et le soutien du muscle.

## Structure

Structure de la gaine du muscle droit de l'abdomen dans la partie située au-dessus de la ligne arquée.

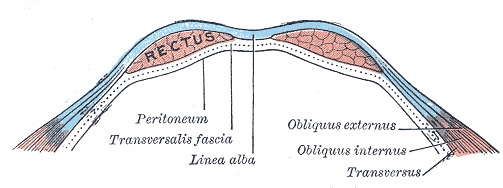
Structure de la gaine du muscle droit de l'abdomen dans la partie située en dessous de la ligne arquée.

La gaine du muscle droit de l'abdomen est constitué de deux feuillets : la lame antérieure et la lame postérieure de la gaine du muscle droit de l'abdomen.
Sur le bord latéral du muscle droit, de la marge costale inférieure jusqu'à mi-chemin entre l'ombilic et la symphyse pubienne, l'aponévrose du muscle oblique interne de l'abdomen se divise en deux lames.
Une première lame passe devant le muscle droit et forme la lame antérieure de la gaine en fusionnant avec l'aponévrose du muscle oblique externe.
La deuxième lame passe derrière le muscle droit et forme la lame postérieure de la gaine en fusionnant avec l'aponévrose du muscle transverse de l'abdomen.
Les deux lames se rejoignent sur le bord médial du muscle droit pour s'unit avec celles du muscle droit controlatéral au niveau de la ligne blanche.
Sur le bord latéral du muscle droit, du point à mi-chemin entre l'ombilic et la symphyse pubienne et la symphyse pubienne, les aponévroses des trois muscles, oblique interne, oblique externe et transverse passe devant le muscle droit.
La lame postérieure se termine en bas par un bord mince concave vers le bas formant la ligne arquée de la gaine du muscle droit de l'abdomen.
En dessous de la ligne arquée la face postérieure de la gaine est absente et le muscle droit dans sa partie inférieure est séparée du péritoine par le fascia transversalis.
Au-dessus de la marge costale inférieure, la gaine du muscle droit est absente sur la face postérieure du muscle. Il repose donc directement sur les cartilages des côtes en étant simplement recouvert par le tendon du muscle oblique externe.

## Aspect clinique
La gaine du muscle droit est une fixation utile pour les treillis chirurgicaux lors d'une chirurgie abdominale.
Ce site présente un risque d'infection plus élevé que de nombreux autres sites de fixation.